# Acanthiza apicalis
Acanthiza apicalis là một loài chim nhỏ ăn côn trùng trong họ Acanthizidae.
Loài chim này thường hay bị nhầm lẫn với loài Acanthiza pusilla do màu lông tương tự nhau. Loài này có 4 phân loài sau:
- A. a. apicalis
- A. a. albiventris
- A. a. cinerascens
- A. a. whitlocki

Loài chim này có thân dài 9–11 cm, trung bình 10 cm và cân nặng lên đến 7 gram. Chúng có bộ lông màu nâu xám, lông ở đít màu hơi đỏ và đuôi màu đen với chóp đuôi màu trắng. Lông dưới bụng màu kem với các dải đen. Chim trống và chim mái có màu lông giống nhau dù chim trống thường có cơ thể hơi lớn hơn chim mái.
Mùa sinh sản từ tháng 7 đến tháng 12. Mỗi tổ có trung bình 3 quả trứng và ấp trong 19 ngày thỉ nở. Chim non rời tổ sau 17 ngày.
Loài chim này phân bố khắp nội địa đảo Úc của Great Dividing Range, nhưng không hiện diện ở các khu vực khí hậu phía bắc nhiệt đới ở Tasmania. Loài này có phạm vi chồng lấn với loài Acanthiza pusilla dọc theo Great Dividing Range, khiến người ta thường bị nhầm lẫn hai loài với nhau. Loài chim này sinh sống ở rừng và cây bụi khô. Ở Tây Nam Úc, chúng cũng sinh sống ở rừng trên cát cằn và các rừng karri và jarrah. Chúng ăn côn trùng và nhện nhỏ và thỉnh thoảng ăn thực vật.